# Leniocythere
Leniocythere is een geslacht van uitgestorven kreeftachtigen uit de klasse van de Ostracoda (mosselkreeftjes).

## Soorten
- Leniocythere applinorum (Swain, 1946) Howe, 1951 †
- Leniocythere dolloi (Veen, 1936k) Deroo, 1966 †
- Leniocythere lebanonensis Howe, 1951 †
- Leniocythere limburgensis (Veen, 1936k) Deroo, 1966 †
- Leniocythere thuatiensis Jain, 1975 †